# Mordellistena xanthocephala
Mordellistena xanthocephala es una especie de coleóptero de la familia Mordellidae.

## Distribución geográfica
Habita en las Fiyi.